# Цокурски лиман
Цокурски лиман (рус. Цокур) језеро је лиманског порекла у старој делти реке Кубањ, на југу Таманског полуострва. Налази се на западу Краснодарске покрајине Русије, неких 35 км северозападно од града Анапе, а његова целокупна акваторија административно припада Темрјучком рејону. Део је знатно пространије групације Кубањских лимана. 
Има облик неправилног правоугаоника и на југоистоку је уском протоком одвојен од знатно пространијег Кизилташког лимана чији је саставни део био. Површина акваторије је око 34 км2. Некада је преко Кубања лиман био повезан са изворима слатке воде али је услед промене правца корита изгубио те изворе и сада је постепено пртворен готово у целости у аваторију високог салинитета.
На његовим обалама се налазе села Вишестеблијевскаја, Виноградни и Прогрес. 